# Alessandro Allori
Alessandro Allori (teljes nevén: Alessandro di Cristofano di Lorenzo del Bronzino Allori) (Firenze, 1535. május 3. – Firenze, 1607. szeptember 22.) itáliai manierista  festő, Cristofano Allori festő apja.

## Élete
Nevelőapjának, Agnolo Bronzino festőnek a  tanítványa volt. Nevelőapja 1571-ben bekövetkezett halála után egy ideig maga is Bronzino név alatt dolgozott (Aleassandro Bronzino Allori néven). (Ez némi zavart okozott).
Fiát, Cristofano Allorit kezdetben maga tanította. Michelangelo utánzója; kiváló tulajdonsága az anatómiai festés. Leghíresebb műve a Poggio a Cajanó-i villában levő freskósorozat, amelyen az antikvitás fő alakjait és a Medici-ház történetét ábrázolta.

## Művei

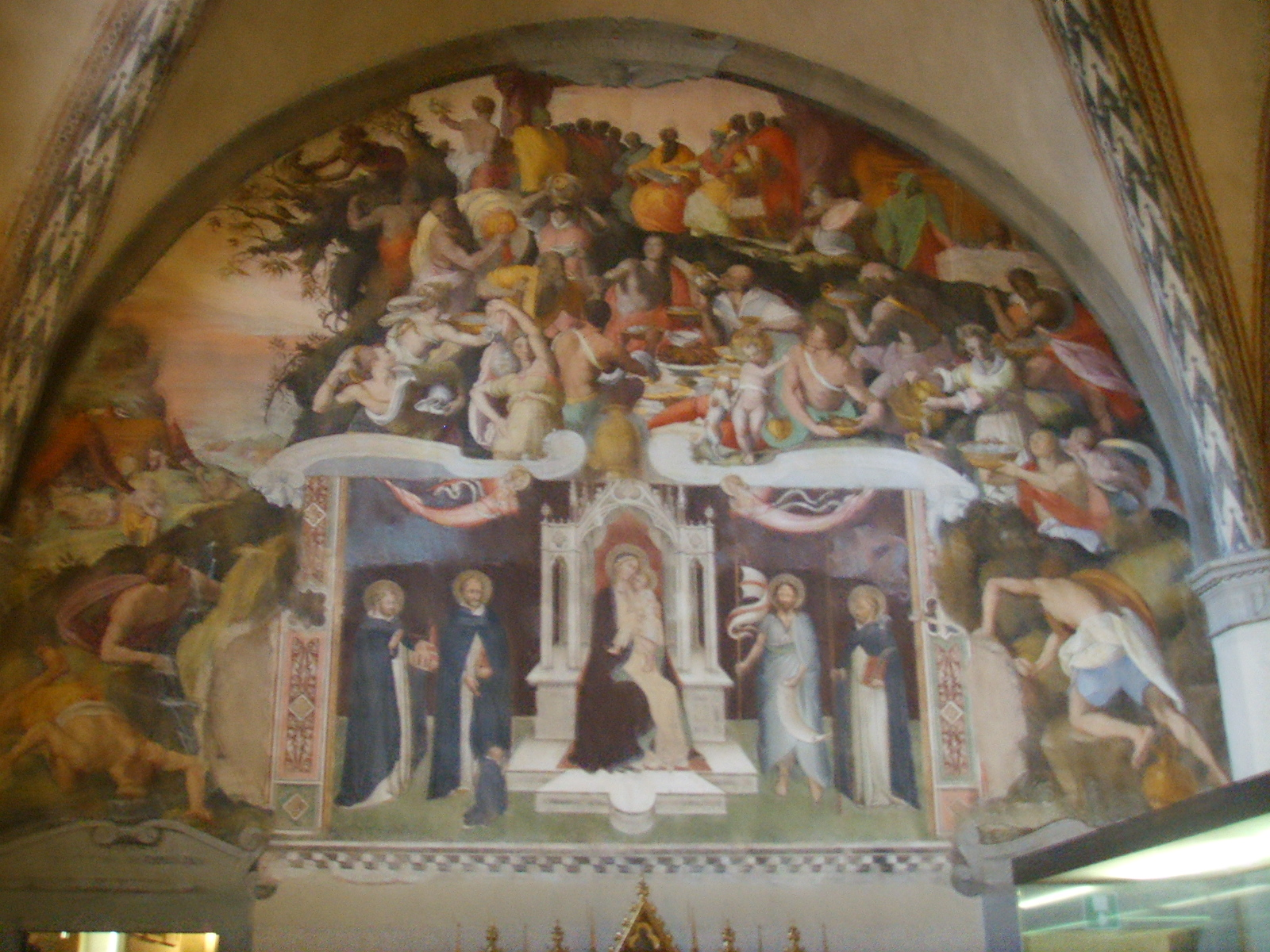
Oltárkép a Santa Maria Novellában

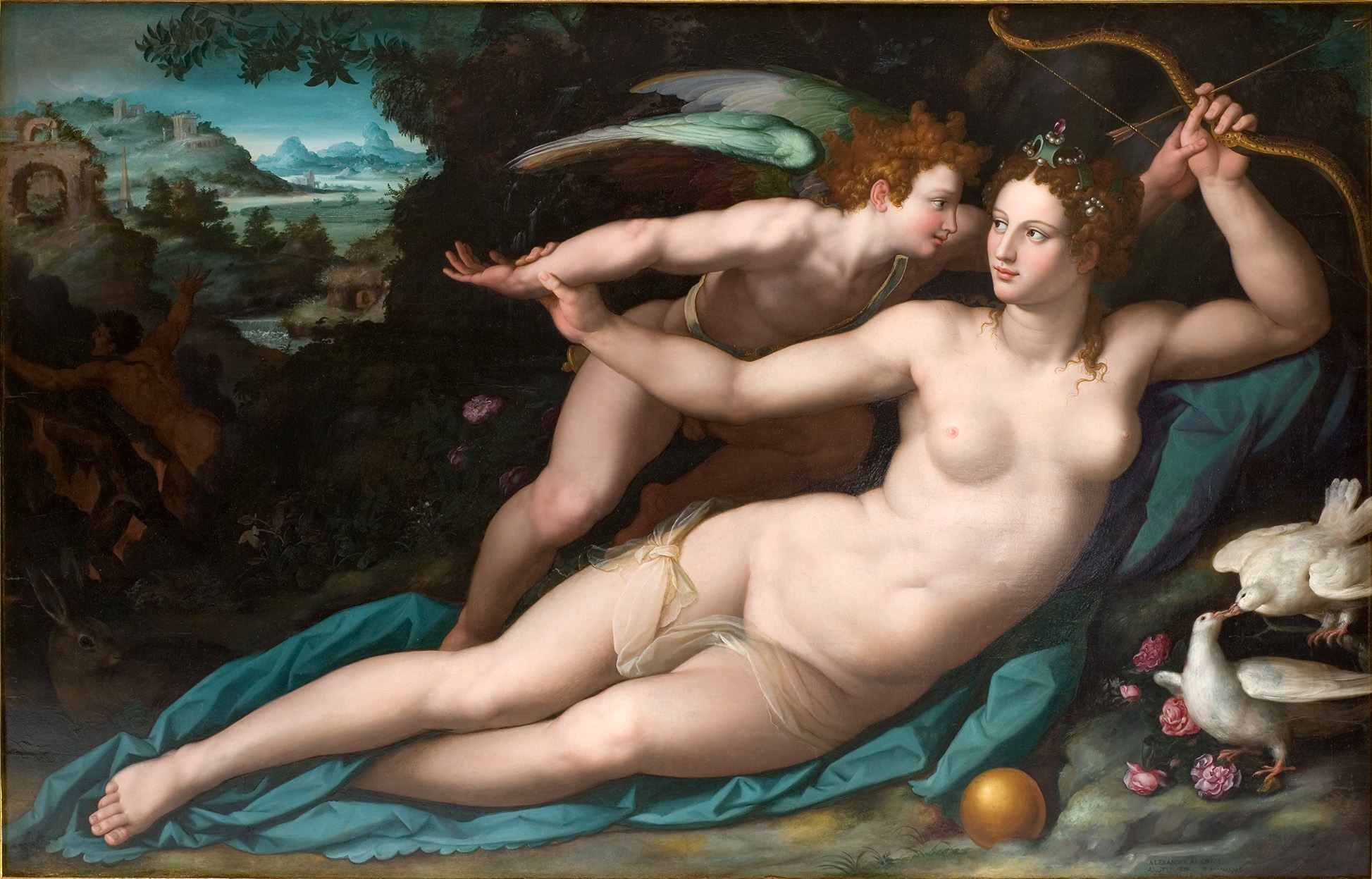
Venus és Cupido

Főképpen freskókat és oltárképeket festett:
- Firenze: Santa Maria Novella; Ssa Annunziata
- Poggio a Cajano-villa: freskósorozat
- Lucca
- Pisa
- Krisztus holtteste két angyallal (táblakép, Szépművészeti Múzeum, Budapest)